# كينيشوا أوشينوا
كينيشوا أوشينوا (بالإنجليزية: Kenechuhwu Uchenwa)‏ (3 يونيو 1991 بإنوغو في نيجيريا - ) هو لاعب كرة قدم نيجيري في مركز الدفاع. لعب مع ريال مايوركا ونادي كورنيا.

## روابط خارجية
- كينيشوا أوشينوا على موقع Soccerway.com (الإنجليزية)